# Palais Gise

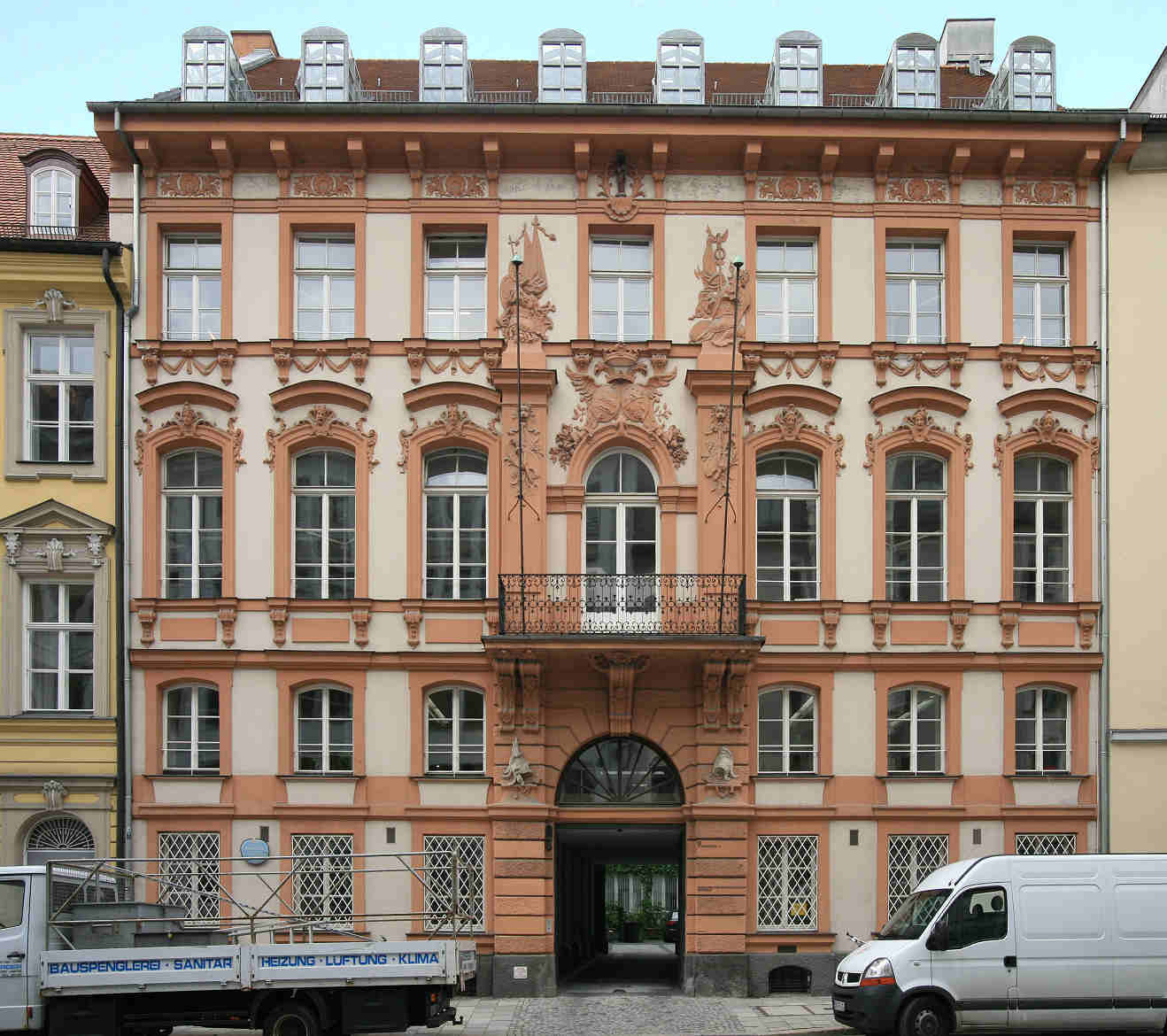
Das Palais Gise

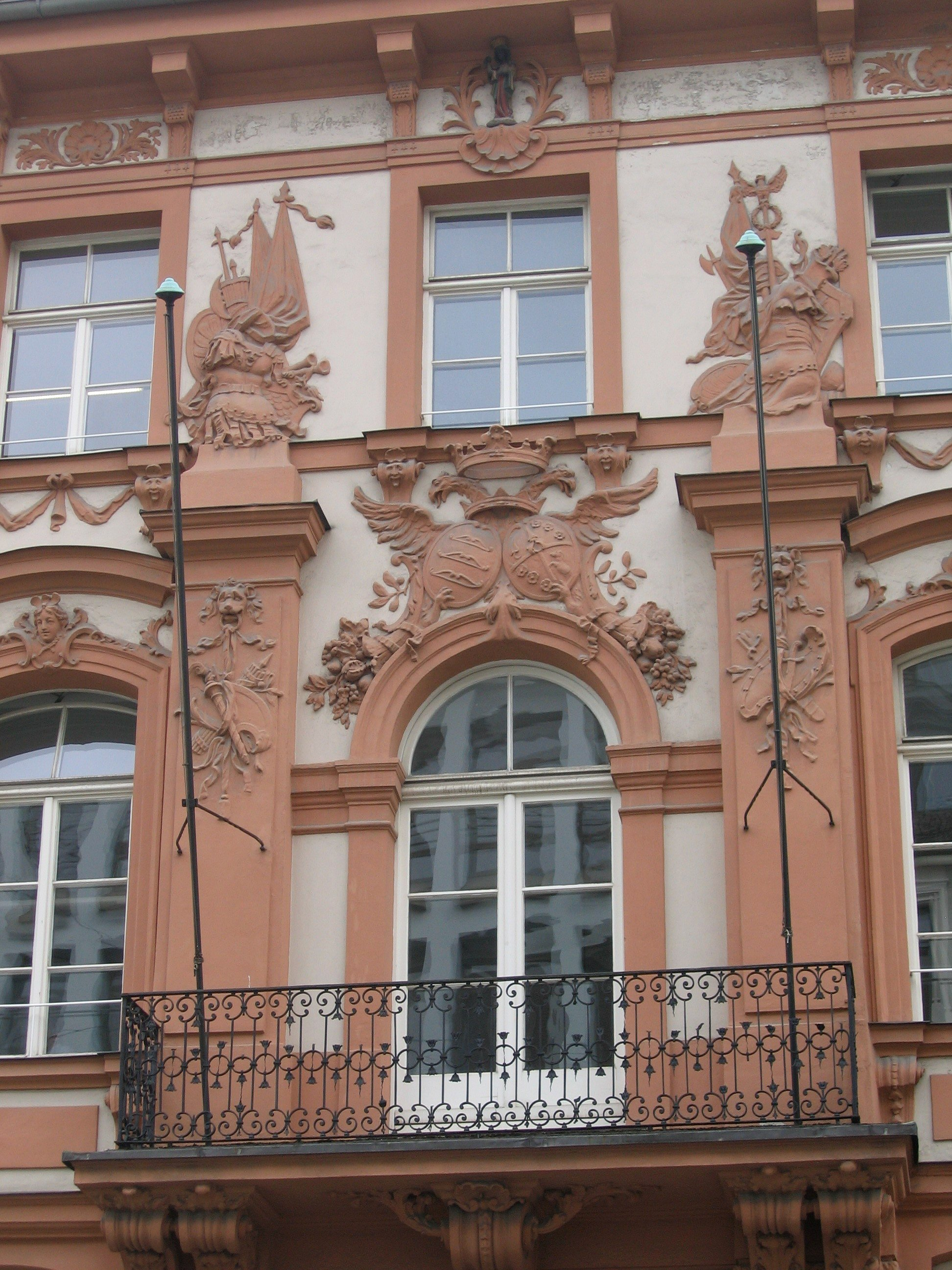
Palais Gise Detail

Das Palais Gise (auch Palais Arco genannt) ist ein Stadtpalais im Stil des späten Rokoko in der Münchner Prannerstraße 9. Um 1760/65 wurde es wohl nach den Entwürfen des Münchener Oberhofbaumeisters Karl Albert von Lespilliez erbaut und ist ein Baudenkmal.

## Beschreibung
Das Gebäude besitzt ein zweigeschossiges Sockelgeschoss. Darüber erhebt sich das Hauptgeschoss mit sechs Stichbogenfenstern, die ein reich geschmücktes, von zwei Pilastern flankiertes Rundbogenfenster umrahmen. Der Einfluss François de Cuvilliés', dessen Schüler von Lespilliez war, ist gut zu erkennen. Aufgrund großer Zerstörungen während des Zweiten Weltkriegs ist heute nur noch die mit zahlreichen Stuckelementen verzierte Fassade im Original erhalten.

## Besitzer
Das Palais war zunächst im Besitz der Grafen von Taufkirchen, ehe es 1831 an die Grafen von Arco kam. 1837 kaufte es Friedrich August Freiherr von Gise für 33.000 Gulden. Bis 1906 blieb es in Familienbesitz, danach ging es nacheinander an verschiedene Banken und Firmen über. 
Heute beherbergt es unter anderem das Ressort 2 Bau und Kunst, sowie die im Ressort 7 angesiedelte Beschaffung des Erzbischöflichen Ordinariats München-Freising.